# 1%의 어떤 것
《1%의 어떤 것》은 문화방송에서 2003년 7월 6일부터 2003년 12월 28일까지 방영된 일요 로맨스 극장 드라마이다. 인터넷 소설이 원작으로 여섯 남녀들의 사랑을 그렸다.
한편, 일본에서는 2005년 6월에 《1%의 기적》(1%の奇跡)이라는 제목으로 WOWOW에서 방영되어 그 후 많은 VOD가 출시되었다. 또한 2016년 10월 iHQ DRAMA에서 리메이크하여 방영되었다. MBC ON에서도 다시 방송되었다.

## 등장 인물

### 주요 인물
- 김정화: 김다현(26세) 역 - 중학교 국어교사, 인천 거주, 애칭 다다
- 강동원: 이재인(32세) 역 - 성현그룹 이규철 명예회장의 손자
- 한혜진: 유현진(26세) 역 - 병원 인턴, 다현의 단짝 친구
- 이병욱: 민태하(32세) 역 - 재인의 사촌이자 경쟁자
- 김지우: 이재영(25세) 역 - 재인의 동생
- 김승민: 김형준(32세) 역 - 재인의 친구, 변호사

### 다현이네
- 최상훈: 김진만 역 - 삼남매의 아버지
- 김영란: 정미정 역 - 삼남매의 어머니
- 경준(아역 이장우): 김서현 역 - 다현의 오빠, 의사
- 허정민: 김준현 역 - 다현의 남동생, 수험생, 애칭 준이

### 재인이네
- 변희봉: 이규철 역 - 성현그룹 명예회장
- 이희도: 김비서 역 - 형준의 아버지, 성현그룹 비서실장
- 오미연: 염선희 역 - 재인의 어머니
- 전인택: 민혁주 역 - 태하의 아버지, 재인의 고모부
- 김청: 이수영 역 - 태하의 어머니, 재인의 고모

### 주변 인물
- 임호: 강선우 역 - 미술교사, 김다현의 동료 교사
- 민지혜: 한주희 역 - 재영의 친구, 한주화학 외동딸
- 오현섭: 최 과장 역 - SH 에메럴드 호텔 기획조정실 과장
- 지상렬: 이용호 역 - SH 에메럴드 호텔 기획조정실 부장
- 신동미: 허유경 역 - SH 에메럴드 호텔 기획조정실 직원
- 염재욱: 박창수 역 - SH 에메럴드 호텔 기획조정실 대리
- 김지유: 강희진 역 - 어려운 사정으로 다현이네 집에서 신세를 지는 인물
- 정민아: 강유진 역 - 희진의 동생

### 그 외 인물
- 스캇: 로빈슨 역 - 호텔 고객
- 이경원
- 이은철: 현진의 아버지 역
- 김진양: 현진의 어머니 역
- 정한헌: 이규철 회장의 자선전 출판사 대표 역
- 박영지: 강선우의 아버지 역

## 방영 목록
| 제1회  | 7월 6일   | 인연에서 운명까지, 사랑 확률 1%                         |
| 제2회  | 7월 13일  | 황당한 거래의 시작 - 진지한 교제                        |
| 제3회  | 7월 20일  | 막상막하, 드디어 임자 만나다.                           |
| 제4회  | 7월 27일  | 남자가 미치는 이유, 여자가 지나치게 정직할 때...        |
| 제5회  | 8월 3일   | 재벌이 여자한테 차이는 이유 - 사생활이 불편해           |
| 제6회  | 8월 10일  | 양다리의 정체, 만만치 않은 라이벌이 등장하다            |
| 제7회  | 8월 17일  | 특별한 칭찬, 당신은 여우야!                             |
| 제8회  | 8월 24일  | Don't Give Up 남자라면 포기해서는 안 되는 일도 있다     |
| 제9회  | 8월 31일  | 그들만의 한밤도주, 햇살 속으로                          |
| 제10회 | 9월 7일   | 합법적으로 그녀를 만나는 방법, 일단 무릎을 꿇어라       |
| 제11회 | 9월 14일  | 천사는 나쁜놈한테 필요한 거 아닌가요?                   |
| 제12회 | 9월 21일  | 그녀를 만나기 위한 또 다른 계약, 끝이라고 하지 마!      |
| 제13회 | 9월 28일  | 그 남자의 수상한 변명, 느낌이 안 좋아!                  |
| 제14회 | 10월 5일  | 믿게 해줄게, 그럼 결혼하자!                             |
| 제15회 | 10월 12일 | 그녀의 숨겨둔 진실, 넌 내 거야!                         |
| 제16회 | 10월 19일 | 백일 선물, 그리고 - 다현 납치사건                       |
| 제17회 | 10월 26일 | 그의 고백 - 미안해, 그리고 사랑해                       |
| 제18회 | 11월 2일  | 속도 위반보다 좋은 방법 - 황당한 약혼식                 |
| 제19회 | 11월 9일  | 결혼이 급한 여러 가지 이유?                             |
| 제20회 | 11월 16일 | 기막힌 첫날밤, 따로 또 같이.                            |
| 제21회 | 11월 23일 | 거미줄에 걸린 남자, 발목 잡힌 여자, 그리고 현진 너마저! |
| 제22회 | 11월 30일 | 지고는 못살아, 하늘의 별을 따고 싶을 때!                |
| 제23회 | 12월 7일  | 조금 둔한 여자와 너무 급한 남자의 새로운 시작!          |
| 제24회 | 12월 14일 | Dreams come true! 사랑은 오직 그대뿐                    |
| 제25회 | 12월 21일 | 당신을 위한 축제, 메리 크리스마스!                      |
| 제26회 | 12월 28일 | 아름다운 사람들의 특별한 가능성, 1%의 어떤 것!          |

## OST
| #            | 제목                            | 작사         | 작곡         | 편곡         | 재생 시간 |
| ------------ | ------------------------------- | ------------ | ------------ | ------------ | --------- |
| 1.           | 〈Title〉                       |              | 한석호       | 한석호       | 0:25      |
| 2.           | 〈첫사랑〉 (김병화)             | 김병화       | 한석호       | 한석호       | 3:52      |
| 3.           | 〈사랑의 시작〉                 |              | 한석호       | 한석호       | 2:05      |
| 4.           | 〈그대 숨쉬는 날까지〉 (김수정) | 김병화       | 한석호       | 한석호       | 5:34      |
| 5.           | 〈Montage〉                     |              | 한석호       | 한석호       | 2:16      |
| 6.           | 〈첫눈처럼〉 (박현)             | 진성찬       | 한석호       | 한석호       | 3:39      |
| 7.           | 〈첫사랑 (inst.)〉              |              | 한석호       | 한석호       | 2:45      |
| 8.           | 〈가을 왈츠〉                   |              | 한석호       | 한석호       | 2:52      |
| 9.           | 〈그대 숨쉬는 날까지 (inst.)〉  |              | 한석호       | 한석호       | 5:07      |
| 10.          | 〈Happy Day〉 (김병화)          | 김병화       | 한석호       | 한석호       | 0:51      |
| 11.          | 〈첫사랑 MR〉                   |              | 한석호       | 한석호       | 3:52      |
| 총 재생 시간 | 총 재생 시간                    | 총 재생 시간 | 총 재생 시간 | 총 재생 시간 | 33:18     |

## 수상 경력
- 2003년 MBC 연기대상 남자 신인상 강동원